# ۱۰۳۹ (میلادی)
۱۰۳۹ (میلادی) هزار و سی و نهمین سال تقویم میلادی است.

## درگذشتگان
- عنصری بلخی، شاعر ایرانی (تاریخ احتمالی)

‎